# Sexy, Free & Single (canção)
"Sexy, Free & Single" é uma canção da boy band sul-coreana Super Junior, lançada como seu décimo terceiro, e primeiro single de seu sexto álbum de estúdio, Sexy, Free & Single, lançado digitalmente em 1 de julho de 2012 pela SM Entertainment, na Coreia do Sul.

## Visão geral
"Sexy, Free & Single", composta e arranjada pelos compositores dinamarqueses Daniel 'Obi' Klein, Thomas Sardorf e Lasse Lindorff é uma canção que traz elementos do gênero eurodance, com um refrão fácil e contagiante. O videoclipe da canção foi filmado em um estúdio na Província de Gyeonggi, com coreografia de Devin Jamieson, que trabalhou anteriormente com diversos artistas como BoA, Michael Jackson, Britney Spears e Hilary Duff. A coreografia também contou com a participação dos coreógrafos Lyle Beniga, Nick Baga e Devon Perri. Em 29 de junho, um teaser para o videoclipe foi lançado no canal oficial do grupo no YouTube, que foi seguido pelo videoclipe completo, no dia 3 de julho. O vídeo musical de "Sexy, Free & Single" alcançou 1 milhão de acessos em apenas doze horas.

## Desempenho nas paradas
| País          | Parada                               | Melhor posição |
| ------------- | ------------------------------------ | -------------- |
| Coreia do Sul | Gaon Single Chart                    | 5              |
| Coreia do Sul | Gaon Single Chart (download digital) | 4              |

## Vitórias em programas musicais
| Ano  | Data        | Canção              |
| ---- | ----------- | ------------------- |
| 2012 | 20 de julho | Sexy, Free & Single |
| 2012 | 27 de julho | Sexy, Free & Single |

| Ano  | Data        | Canção              |
| ---- | ----------- | ------------------- |
| 2012 | 12 de julho | Sexy, Free & Single |
| 2012 | 19 de julho | Sexy, Free & Single |
| 2012 | 26 de julho | Sexy, Free & Single |

| Ano  | Data        | Canção              |
| ---- | ----------- | ------------------- |
| 2012 | 10 de julho | Sexy, Free & Single |
| 2012 | 17 de julho | Sexy, Free & Single |
| 2012 | 24 de julho | Sexy, Free & Single |

## Versão japonesa
Em 29 de junho, durante a conferência do Mnet 20's Choice Awards, o grupo confirmou que gravaria a versão japonesa de "Sexy, Free & Single", e um videoclipe original em japonês, assim como outras faixas. No entanto, ainda não havia planos para a realização de quaisquer atividades promocionais no Japão. Em 17 de julho, a SM Entertainment anunciou que o single seria lançado em 22 de agosto, como o quarto single japonês. Após o primeiro dia de vendas, o single alcançou o segundo lugar na Oricon com a venda de 63,813 cópias. O single ficou em segundo lugar no ranking semanal, vendendo 109,821 cópias e no sexto lugar no ranking mensal com a venda de 118,902 unidades. A versão japonesa de "Sexy, Free & Single" foi classificado como ouro no Japão por vender mais de 100,000 cópias.

## Lista de faixas
| N.º            | Título                                                      | Letras         | Música                                      | Duração |  |
| 1.             | "Sexy, Free & Single"                                       | Leonn          | "Obi" Klein, Thomas Sardorf, Lasse Lindorff | 3:44    |  |
| 2.             | "Our Love"                                                  | Leonn          | Yoo Jae-ha                                  | 6:11    |  |
| 3.             | "Sexy, Free & Single -Korean ver.-" (apenas versão CD only) | Yoo Young-jin  | "Obi" Klein, Thomas Sardorf, Lasse Lindorff | 3:43    |  |
| Duração total: | Duração total:                                              | Duração total: | Duração total:                              | 13:39   |  |

DVD
1. Sexy, Free & Single (videoclipe)
2. Sexy, Free & Single (videoclipe) (versão coreana)
3. Making-of
4. Way - SUPER SHOW4 in TOKYO ver. - [Memorial Clip] (apenas edição CD+DVD limitada)

## Desempenho nas paradas
| Parada                       | Melhor posição | Vendas  | Vendas totais |
| ---------------------------- | -------------- | ------- | ------------- |
| Oricon Daily Singles Chart   | 1              | 63,813  | 123,140+      |
| Oricon Weekly Singles Chart  | 2              | 109,821 | 123,140+      |
| Oricon Monthly Singles Chart | 6              | 118,902 | 123,140+      |
| Oricon Yearly Singles Chart  | 59             | 123,140 | 123,140+      |

### Vendas e certificações
| Parada                                 | Total    |
| -------------------------------------- | -------- |
| Oricon (vendas físicas)                | 123,140+ |
| RIAJ (certificação das vendas físicas) | Ouro     |